# 公立高等学校の適正配置及び教職員定数の標準等に関する法律
公立高等学校の適正配置及び教職員定数の標準等に関する法律（こうりつこうとうがっこうのてきせいはいちおよびきょうしょくいんていすうのひょうじゅんとうにかんするほうりつ、昭和36年11月6日法律第188号）は、公立高等学校の適正配置および教職員定数の標準に関する法律である。

## 目的
この法律は、公立の高等学校に関し、配置、規模及び学級編制の適正化並びに教職員定数の確保を図るため、学校の適正な配置及び規模並びに学級編制及び教職員定数の標準について必要な事項を定めるとともに、公立の中等教育学校の後期課程及び特別支援学校の高等部に関し、学級編制の適正化及び教職員定数の確保を図るため、学級編制及び教職員定数の標準について必要な事項を定め、もって高等学校、中等教育学校の後期課程及び特別支援学校の高等部の教育水準の維持向上に資することを目的とする（第1条）。

## 定義
この法律における教職員の定義（第2条第1項）
「教職員」「教職員」とは、校長（中等教育学校の校長を除き、特別支援学校の高等部にあっては、当該部のみを置く特別支援学校の校長とする。）、副校長、教頭、主幹教諭、指導教諭、教諭、養護教諭、助教諭、養護助教諭、講師、実習助手、寄宿舎指導員及び事務職員（それぞれ常勤の者に限る。）をいう。
この法律における課程の定義（第2条第2項）
「全日制の課程」とは学校教育法（昭和22年法律第26号）第4条第1項に規定する全日制の課程をいい、「定時制の課程」とは同項に規定する定時制の課程をいい、「通信制の課程」とは同項に規定する通信制の課程をいう。
この法律における学科の定義（第2条第3項）
「農業に関する学科」とは農業に関する専門教育を主とする学科をいい、「水産に関する学科」とは水産に関する専門教育を主とする学科をいい、「工業に関する学科」とは工業に関する専門教育を主とする学科をいい、「商業に関する学科」とは商業に関する専門教育を主とする学科をいい、「家庭に関する学科」とは家庭に関する専門教育を主とする学科をいう。